# João Paulo Kleinübing
João Paulo Karam Kleinübing (Florianópolis, 19 de dezembro de 1972) é um administrador, historiador e político brasileiro.

## Biografia
João Paulo Karam Kleinübing nasceu em 19 de dezembro de 1972 no município de Florianópolis, capital do estado catarinense. Casado com a advogada Patrícia Loch Kleinübing, ele é pai de Ana Beatriz e Maria Carolina. João Paulo é filho de Vera Maria Karam Kleinübing e de Vilson Pedro Kleinübing, que foi deputado federal, senador e governador do estado de Santa Catarina.
Em sua formação acadêmica Kleinübing possui graduação em História, com licenciatura e bacharelado concluídos em 1994 pela Universidade Federal de Santa Catarina (UFSC) e Administração de empresas, concluída em 1995, pela Escola Superior de Administração e Gerência (ESAG), da Universidade do Estado de Santa Catarina (UDESC). Também possui mestrado em Cidades concluído em 2020 pela London School of Economics e em Políticas Públicas, concluído em 2022, na Blavatnik School of Government, na University of Oxford.
Kleinübing integrou o conselho de administração da Centrais Elétricas de Santa Catarina S.A. (CELESC)  entre 1999 e 2000 e, em seguida, de 2001 a 2002 presidiu a Eletrosul Centrais Elétricas S.A. Mais tarde, entre 2013 e 2014, atuou como presidente da Agência de Fomento do Estado de Santa Catarina S.A. (BADESC). Em 2023 foi nomeado diretor-presidente do Banco Regional de Desenvolvimento Econômico (BRDE), permanecendo na função até 30 de junho de 2024. Atualmente é diretor financeiro da instituição.

## Trajetória política
João Paulo Kleinübing iniciou sua trajetória política em 2002, ao candidatar-se ao cargo de deputado estadual pelo então Partido da Frente Liberal (PFL), atual Democratas (DEM). Angariando a soma de 31.407 votos (o equivalente a 1,01% dos votos válidos), conseguiu eleger-se à Assembleia Legislativa de Santa Catarina (ALESC) e integrou a 15ª legislatura (2003-2007). Ao longo do mandato, presidiu as comissões permanentes de Finanças e Tributação e de Constituição e Justiça.
Em 2004, candidatou-se à prefeitura do município de Blumenau, em Santa Catarina. Alcançando a soma de 75.783 votos (o equivalente a 45,73% dos votos válidos), ficou com a primeira colocação. 
Nas eleições municipais de 2008, foi reeleito ao cargo com 112.509 votos (o equivalente a 63,67% dos votos válidos), desta vez pelo Democratas.
Enquanto prefeito, Kleinübing deixou importantes legados para Blumenau como o novo Parque Vila Germânica (onde acontece a tradicional Oktoberfest (Blumenau)), o novo Hospital Santo Antônio, o novo Parque Ramiro Ruediger, a revitalização do Ginásio Sebastião Cruz, conhecido como Galegão e concluiu a Via Expressa e o Viaduto da Via Expressa, um novo acesso essencial à cidade. 
Também coordenou a reconstrução da cidade após a tragédia de 2008, um dos maiores desastres naturais do país e que resultou em mais de cinco mil casas destruídas ou danificadas pelas águas e 30 mil pessoas desalojadas ou desabrigadas. 
Além disso, o mandato teve reconhecimentos nacionais, como as premiações de melhor cidade de Santa Catarina, o Selo Cidade Livre de Analfabetismo, os prêmios Prefeito Amigo da Criança e Gestor Eficiente da Merenda Escolar. 
Em 2009 presidiu a Associação dos Municípios do Médio Vale Itajaí (AMMVI), hoje Associação dos Municípios do Vale Europeu (Amve).
Nas eleições de 5 de outubro de 2014, João Paulo Kleinübing candidatou-se ao cargo de deputado federal por Santa Catarina pelo Partido Social Democrático (PSD) e, ao alcançar a soma de 132.349 votos (o equivalente a 3,92% dos votos válidos), conseguiu eleger-se para a 55ª legislatura (2015 — 2019). Entre 2015 e 2016, porém, licenciou-se do mandato para assumir a Secretaria de Estado da Saúde a convite do então governador catarinense Raimundo Colombo, retornando ao cargo em 4 de janeiro de 2017. 
Ao longo do mandato na Câmara dos Deputados, destacou-se por votar a favor do processo de impeachment de Dilma Rousseff, da Reforma Trabalhista em abril de 2017, e do processo em que se pedia abertura de investigação do presidente Michel Temer em agosto de 2017.. Também foi coordenador do Fórum Parlamentar Catarinense onde atuou na destinação de emendas para custeio da saúde e obras de infraestrutura, em especial nas Rodovias, com destaque para a BR-470. 
Já nas eleições de 2018, foi candidato ao cargo de vice-governador de Santa Catarina na chapa encabeçada por Gelson Merisio, pela coligação "Aqui é trabalho". No primeiro turno, a chapa de João Paulo alcançou a soma de 1.121.869 votos (o equivalente a 31,12% dos votos válidos) e ficou à frente dos demais candidatos, seguindo na disputa no segundo turno. Já em 28 de outubro de 2018, segunda etapa do pleito eleitoral, a chapa de João Paulo foi vencida pelos também candidatos ao governo do estado Comandante Moisés e Daniela Reinehr, ambos do Partido Social Liberal (PSL), e ficou com a segunda colocação ao angariar a soma de 1.075.242 votos (o equivalente a 28,91% dos votos válidos).
Em 2020 foi novamente candidato ao cargo de prefeito de Blumenau, com a coligação “Pra frente Blumenau”, recebendo no primeiro turno 24.957 votos (o equivalente a 15,56% dos votos válidos). Já no segundo turno, a coligação somou 42.026 votos (o equivalente a 27,90% dos votos válidos), ficando atrás do então prefeito Mário Hildebrandt, reeleito para a função. 

### Desempenho em eleições
| Ano  | Eleição                    | Coligação                                                                               | Partido | Candidato a       | Votos                                                          | %                                                      | Resultado  |
| ---- | -------------------------- | --------------------------------------------------------------------------------------- | ------- | ----------------- | -------------------------------------------------------------- | ------------------------------------------------------ | ---------- |
| 2002 | Estadual em Santa Catarina | Sem coligação                                                                           | PFL     | Deputado estadual | 31.407                                                         | 1,01                                                   | Eleito     |
| 2004 | Municipal de Blumenau      | Sem coligação                                                                           | PFL     | Prefeito          | 75.783                                                         | 45,73                                                  | Eleito     |
| 2008 | Municipal de Blumenau      | Sem coligação                                                                           | DEM     | Prefeito          | 112.509                                                        | 63,67                                                  | Eleito     |
| 2014 | Estadual em Santa Catrina  | Sem coligação                                                                           | PSD     | Deputado federal  | 132.349                                                        | 3,92                                                   | Eleito     |
| 2018 | Estadual em Santa Catarina | PSD, PRB, PDT, PSB, PODE, Solidariedade, PROS, PSC, PCdoB, PHS, PP, DEM, PRP, PPL e PV. | DEM     | Vice-governador   | 1.121.869 (1º - Primeiro turno) 1.075.242 (2º - Segundo turno) | 31,12 (1º - Primeiro turno) 28,91 (2º - Segundo turno) | Não Eleito |
| 2020 | Municipal de Blumenau      | PP, DEM e PSD                                                                           | DEM     | Prefeito          | 24.957 (1º - Primeiro turno) 42.026 (2º - Segundo turno)       | 15,56 (1º - Primeiro turno) 27,90 (2º - Segundo turno) | Não Eleito |